# Ghetto Romantik
Ghetto Romantik ist ein Mixtape des deutschen Rappers B-Tight. Es erschien am 5. Oktober 2007 über das Label Aggro Berlin.

## Titelliste
1. So wie wir (feat. Deine Eltan) – 4:30
2. Prestige (feat. Fuhrmann und Bendt) – 3:48
3. Keiner kann was machen (feat. Aggrostarz) – 4:18
4. Das wahre Leben (feat. Automatikk) – 3:21
5. Hardcore (feat. MOK) – 2:43
6. Halbneger (feat. She-Raw) – 2:39
7. Ich seh was (feat. Greckoe) – 2:17
8. Nazis? (feat. Joe Rilla) – 3:12
9. Es is wie's is (feat. Afro Hesse) – 2:53
10. Sommer (feat. Frauenarzt und Chuky) – 2:51
11. Ich bin versaut – 2:59
12. Alle grölen (feat. Orgi 69) – 2:07
13. Russenparty (feat. Seryoga und ST1M) – 2:20
14. Hure (feat. Smoky und Frauenarzt) – 3:22
15. IIIIHHHH!!! (feat. Kaisa) – 2:39
16. Ghettoliebe (feat. Shizoe) – 2:20
17. Nix zu verlieren (feat. Grüne Medizin) – 3:07
18. Ghettoleute (feat. MC Bogy und Problemkind) – 3:06
19. Ich und Du (feat. Harris) – 2:20
20. Ghetto Romantik – 3:13

## Rezeption

### Charts
Ghetto Romantik erreichte Platz 54 der deutschen Album-Charts. Bereits nach einer Woche verließ es diese wieder.

### Kritik
Die Internetseite 16bars.de bezeichnete Ghetto Romantik als „recht ordentliches Mixtape, das aber sowohl Licht als auch Schatten“ aufweise. Da „das Mixtapeformat […] wohl die beste Anlaufstelle für Gastparts“ darstelle, sei die „enorme Anzahl an Features“ durchaus legitim. Neben den „üblichen Verdächtigen“ fallen die „etwas überraschende[n] Gäste wie die Doubletime Spitter DeineEltan oder Afro Hesse“ auf. Negativ werden die Beiträge von Kitty Kat, dem „sehr einfallslosen“ MOK sowie Joe Rilla bewertet. Dagegen präsentieren etwa „Automatikk wie gewohnt harte aber gut vorgetragene Texte.“ B-Tight habe zwar „definitiv seinen Stil gefunden“, passe sich jedoch „auf einigen Tracks seinen Gästen“ an. Dies werde insbesondere bei den Songs So wie wir mit Deine Eltan und Ich und Du mit Harris deutlich. Inhaltlich bringe B-Tight neben dem „einen oder anderen Themensong“ vor allem „bekannte Texte, die größtenteils die Bereiche Battle und Ficken abdecken.“

### Indizierung
Am 29. Januar 2010 wurde das Mixtape durch die Bundesprüfstelle für jugendgefährdende Medien indiziert. Ghetto Romantik wurde dabei in Liste A eingeordnet, womit es weder beworben noch an Minderjährige verkauft werden darf.